# Somatomedine

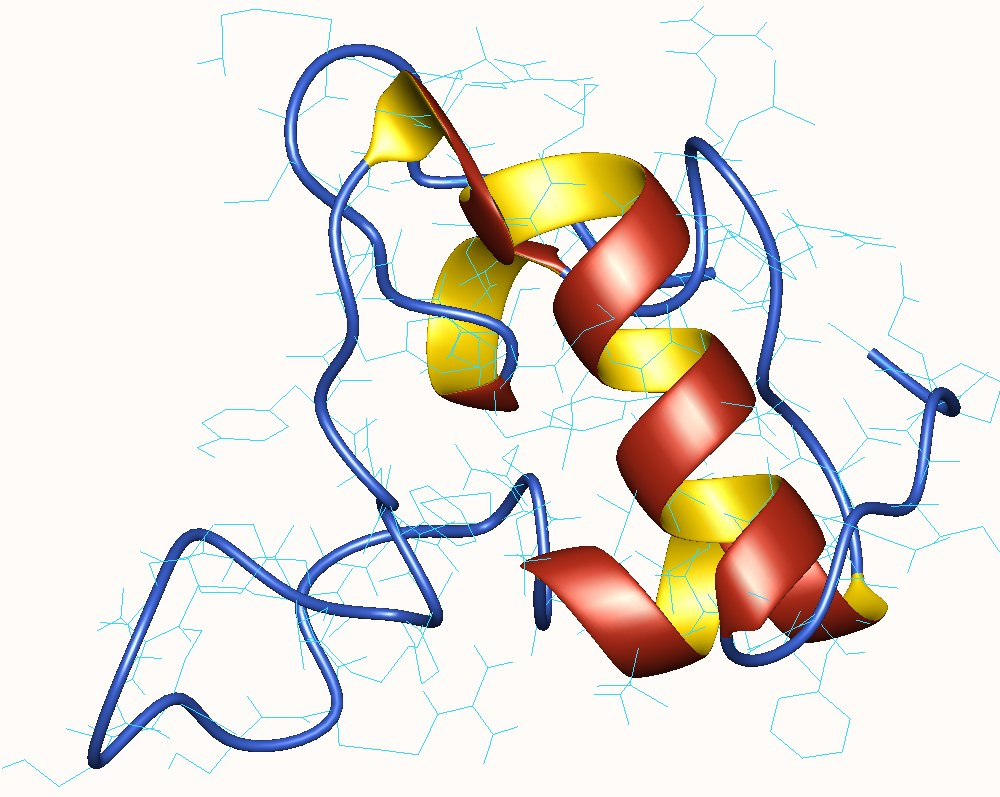
Somatomedine C, Human.

Somatotropine (groeihormoon) veroorzaakt in de lever en ook in chondrocyten (kraakbeencellen) afgifte van somatomedine hetgeen zorgt voor toename van celdeling. Onder invloed van groeihormoon geven chondrocyten in de groeischijf somatomedine af dat zorgt voor toename van de celdeling en van de ombouw van chondrocyten in osteocyten (botcellen). Groeihormoon oefent zo effecten op de lengtegroei dus gedeeltelijk uit via een ander hormoon.
Van somatomedine zijn 3 typen bekend: 
- Somatomedine A, dit is IGF-2 (Insulin-like growth factor 2)
- Somatomedine B
- Somatomedine C, dit is IGF-1 (Insulin-like growth factor 1)